# Aryan Simhadri
Aryan Simhadri ( /ˌɑ:riən_sɪmhɑːdɹi/; Ventura, California, 6 de mayo de 2006) es un actor estadounidense, conocido por su papel como Grover Underwood en la serie de Disney+ Percy Jackson and the Olympians. Es de ascendencia india y también habla telugu, además de inglés.

## Carrera
Tras apariciones breves en la serie de comedia Just Roll with It (2019) y la serie animada infantil Mira, Royal Detective (2020), Simhadri hizo su debut cinematográfico con un papel secundario en The Main Event de Netflix en 2020. Su primer papel estelar llegó en Spin (2021), protagonizada por Avantika Vandanapu, junto con Meera Syal y Abhay Deol. En ese mismo año, Simhadri interpretó a Walter en la producción de Broadway Trevor: The Musical. Después de eso, Simhadri realizó un papel secundario en Cheaper by the Dozen de Disney+ en 2022.
En 2023, el actor obtuvo su papel más reconocido hasta la fecha, interpretando a Grover Underwood en la serie de Disney+, Percy Jackson y los dioses del Olimpo, acompañando a Walker Scobell y Leah Sava Jeffries en la adaptación del trío icónico de la serie de novelas original.  Escribiendo para IndieWire, Proma Khosla describió a Simhadri como "dulce y divertido" y agregó que su interpretación de un personaje significativamente mayor "agregó otra capa de entretenimiento" a su actuación.

## Filmografía

### Película
| Año  | Película                               | Role                | Notas                     | Árbitro       |
| ---- | -------------------------------------- | ------------------- | ------------------------- | ------------- |
| 2020 | The Main Event                         | Riyaz               |                           | [ 9 ]         |
| 2020 | The SpongeBob Movie: Sponge on the Run | Voces adicionales   |                           | [ 9 ]         |
| 2021 | Spin                                   | Rohan Kumar         |                           | [ 10 ] [ 11 ] |
| 2021 | Ayuda salvaje                          | Galleta / Bebé Yeti | Cortometraje              |               |
| 2022 | Cheaper By The Dozen                   | Panadero            |                           | [ 9 ]         |
| 2022 | Trevor: The Musical                    | Walter              | Actuación en vivo filmada | [ 12 ]        |

### Televisión
| Año           | Programa                                                | Rol                      |                                                                   | Ref           |
| ------------- | ------------------------------------------------------- | ------------------------ | ----------------------------------------------------------------- | ------------- |
| 2013          | Cómo vivir con tus padres (Durante el resto de tu vida) | Niño                     | T1.E2: "Como levantarse del sofá"                                 |               |
| 2016          | Angie Tribeca                                           | Niño con megáfono        | T1.E5: 'Commissioner Bigfish"                                     |               |
| 2016          | Gamer's Guide to Pretty Much Everything                 | Henry                    | T2.E9: "El fantasma"                                              |               |
| 2016-2018     | Clarence                                                | Jimmy Chakravorthy (voz) | T2.E11: "Excursión" T3.E40: "Donde sea, pero con Sumo"            |               |
| 2017-2018     | Teachers                                                | Danny                    | T2.E2: "Cuidado con los desconocidos" T2.E20: "Las contracciones" |               |
| 2018          | SEAL Team                                               | Niño                     | T1.E19: 'Derribar"                                                |               |
| 2018          | Fancy Nancy                                             | Kabir                    | T1.E12: "Grow Up, Jo Jo! / Nancy's Supreme Night Out"             |               |
| 2019          | The Unicorn                                             | Orrin                    | T1.E5: "No Small Parts"                                           |               |
| 2019          | Sunnyside                                               | Joven Garrett            | T1.E8: "Too Many Lumpies"                                         |               |
| 2019-2020     | Just Roll with It                                       | Norvin Schnuckle         | Personaje recurrente; 5 episodios                                 | [ 13 ] [ 14 ] |
| 2020          | Will y Grace                                            | Farhan                   | T11.E8: "Lies & Whispers"                                         | [ 15 ]        |
| 2020          | Mira, la detective del reino                            | Dhruv Sharma (voz)       | Personaje recurrente; 9 episodios                                 | [ 13 ]        |
| 2021          | Adventure Time: Distant Lands                           | Tiffany (voz)            | "Juntos de Nuevo"                                                 | [ 13 ]        |
| 2022          | Los Casagrande                                          | Sameer (voz)             | T3.E19: "The Wurst Job / The Sound of Meddle"                     |               |
| 2023          | Dew Drop Diaries                                        | Reed                     | Personaje recurrente; 4 episodios                                 |               |
| 2023-presente | Percy Jackson and the Olympians                         | Grover Underwood         | Elenco principal                                                  | [ 13 ]        |
| 2026          | Adventures in Wonder Park                               | Banky (voz)              | Elenco principal; Próximamente                                    |               |

### Teatro
| Año  | Título              | Rol    | Director   | Teatro   | Ref    |
| ---- | ------------------- | ------ | ---------- | -------- | ------ |
| 2021 | Trevor: The Musical | Walter | Marc Bruni | Stage 42 | [ 16 ] |

## Premios y nominaciones
| Año  | Premio               | Categoría                                                                        | Proyecto             | Resultado |
| ---- | -------------------- | -------------------------------------------------------------------------------- | -------------------- | --------- |
| 2021 | Premios Young Artist | Mejor interpretación en una película en streaming - Actor adolescente            | The Main Event       | Ganador   |
| 2023 | Premios Young Artist | Mejor interpretación en una película en streaming - Actor adolescente de soporte | Cheaper by the Dozen | Nominado  |
| 2023 | Premios Young Artist | Mejor interpretación en una película en streaming - Actor adolescente de soporte | Trevor: The Musical  | Nominado  |